# 38.ª Cumbre del G8
La 38.ª Cumbre del G8 se celebró el 18 y 19 de mayo de 2012 en Camp David, Maryland en Estados Unidos.
Las locaciones de las anteriores cumbres del G8, que fueron sede por los Estados Unidos incluyen a San Juan (1976), Williamsburg (1983), Houston (1990), Denver (1997), y Sea Island (2004).

## Ubicación
La decisión de trasladar la cumbre de Chicago a Camp David, fue anunciado por la Casa Blanca el 5 de marzo de 2012.

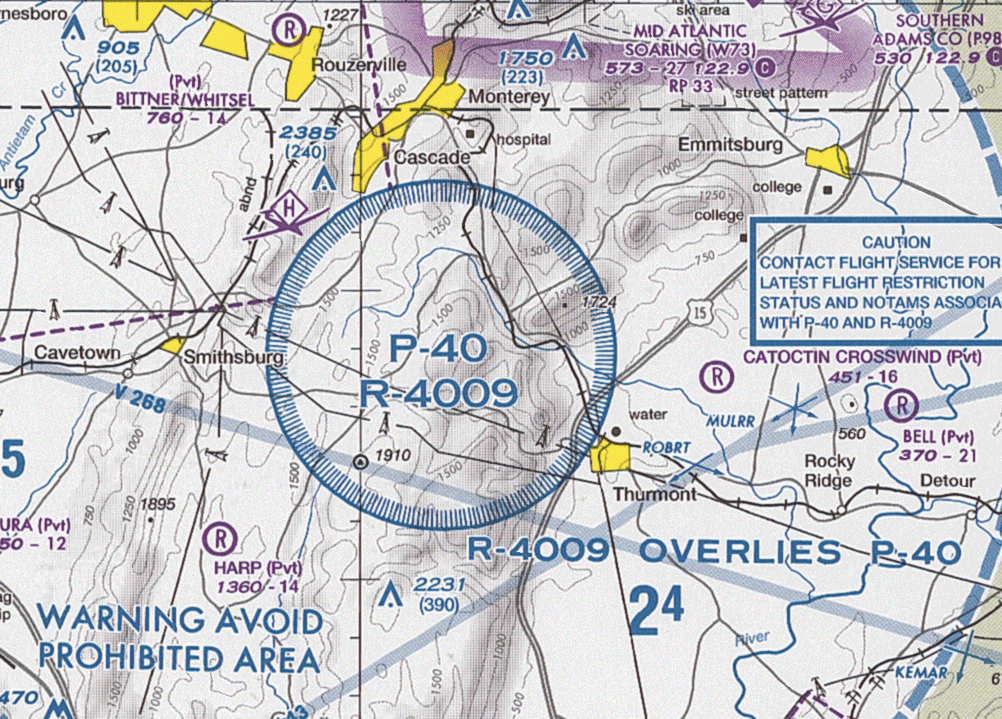
Zona prohibida P-40 que rodea Camp David

## Temas y decisiones

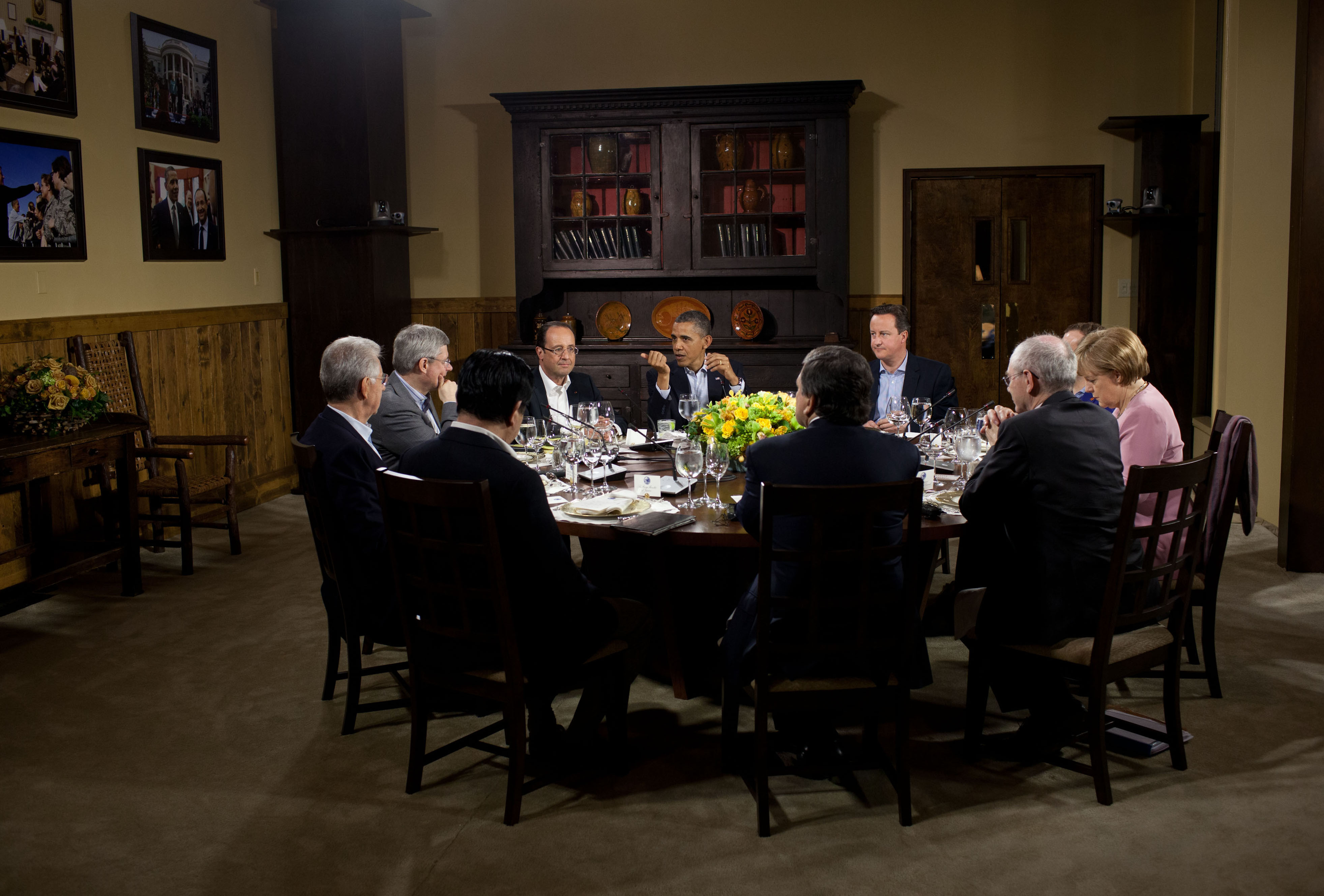
Los mandatarios debatiendo diversos temas durante la cena en Camp David.

## Irán
Todos los líderes instaron a Irán a que "tome pasos concretos para garantizar a la comunidad internacional el propósito pacífico de su programa nuclear". El Grupo dispuso un paquete de incentivos para que Irán acepte suspender un mayor enriquecimiento de uranio. 

## Crisis Europea
Los presidentes Barack Obama, François Hollande; la canciller Angela Merkel y los primeros ministros David Cameron, Mario Monti, Dmitri Medvédev, Stephen Harper y Yoshihiko Noda pidieron durante la cumbre una zona euro "fuerte y unida" incluyendo a Grecia. En esta expresaron su deseo de que el país helénico "respete sus compromisos" y "permanezca en el bloque".
En la reunión, los Estados Unidos, Gran Bretaña, Rusia, Alemania, Francia, Italia, Canadá y Japón reconocieron diferencias en sus estrategias para poder resolver la crisis.
El G8 acordó pedir a la Agencia Internacional de Energía (AEI) que tome acciones si se producen interrupciones en el mercado del petróleo.

## Líderes de la Cumbre

### Participantes del G8

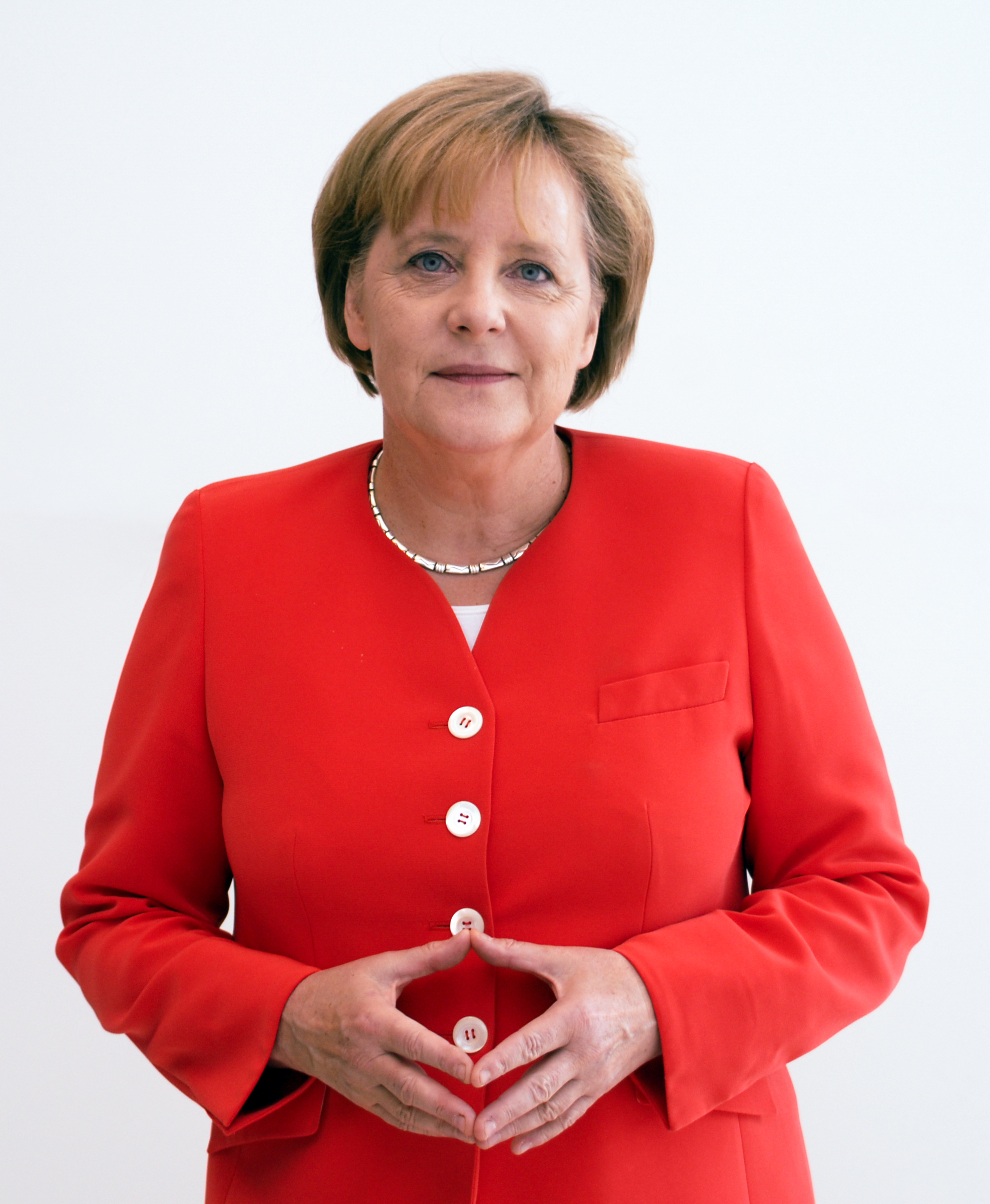
DEU Angela Merkel
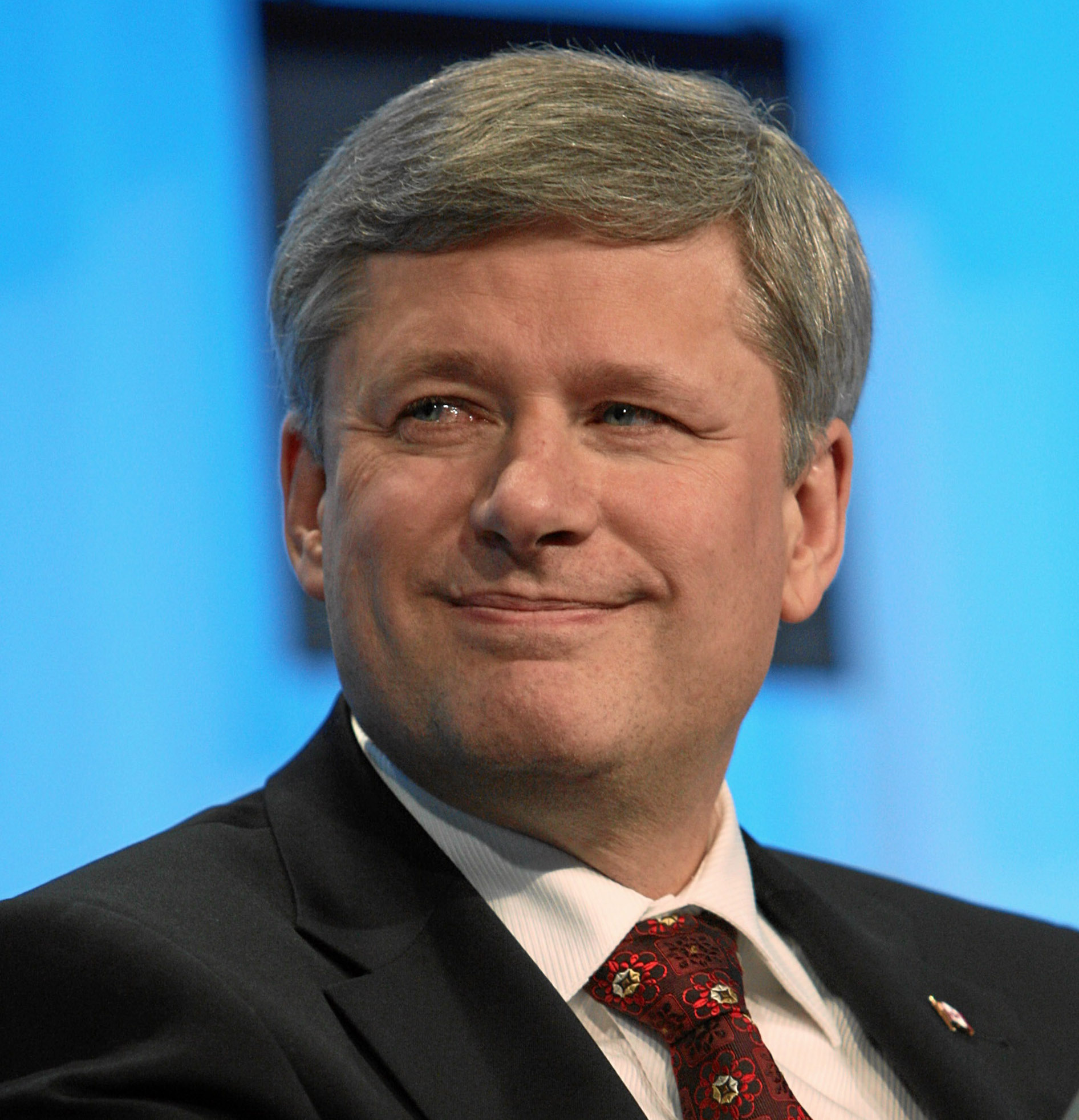
CAN Stephen Harper
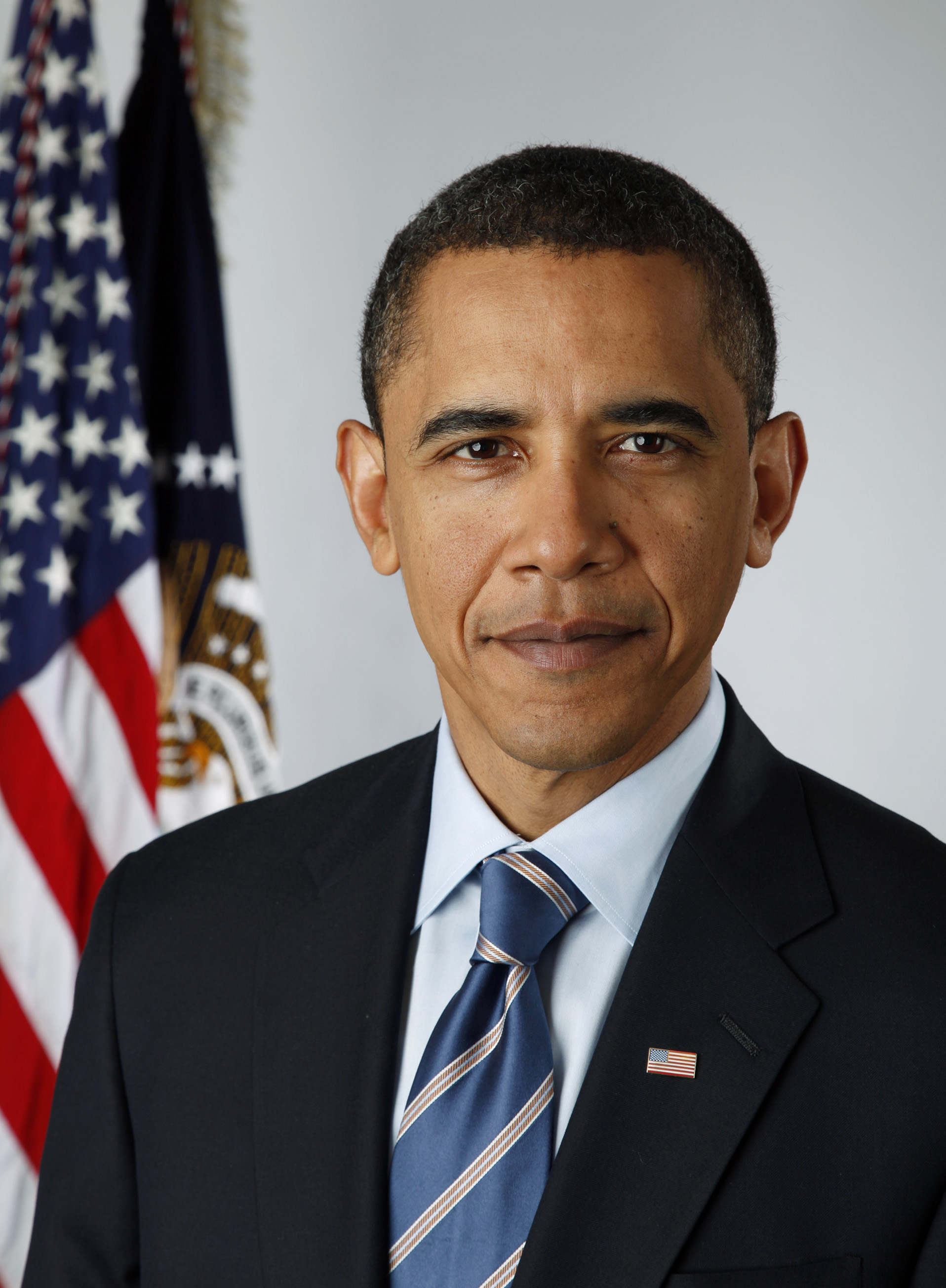
USA Barack Obama (anfitrión)
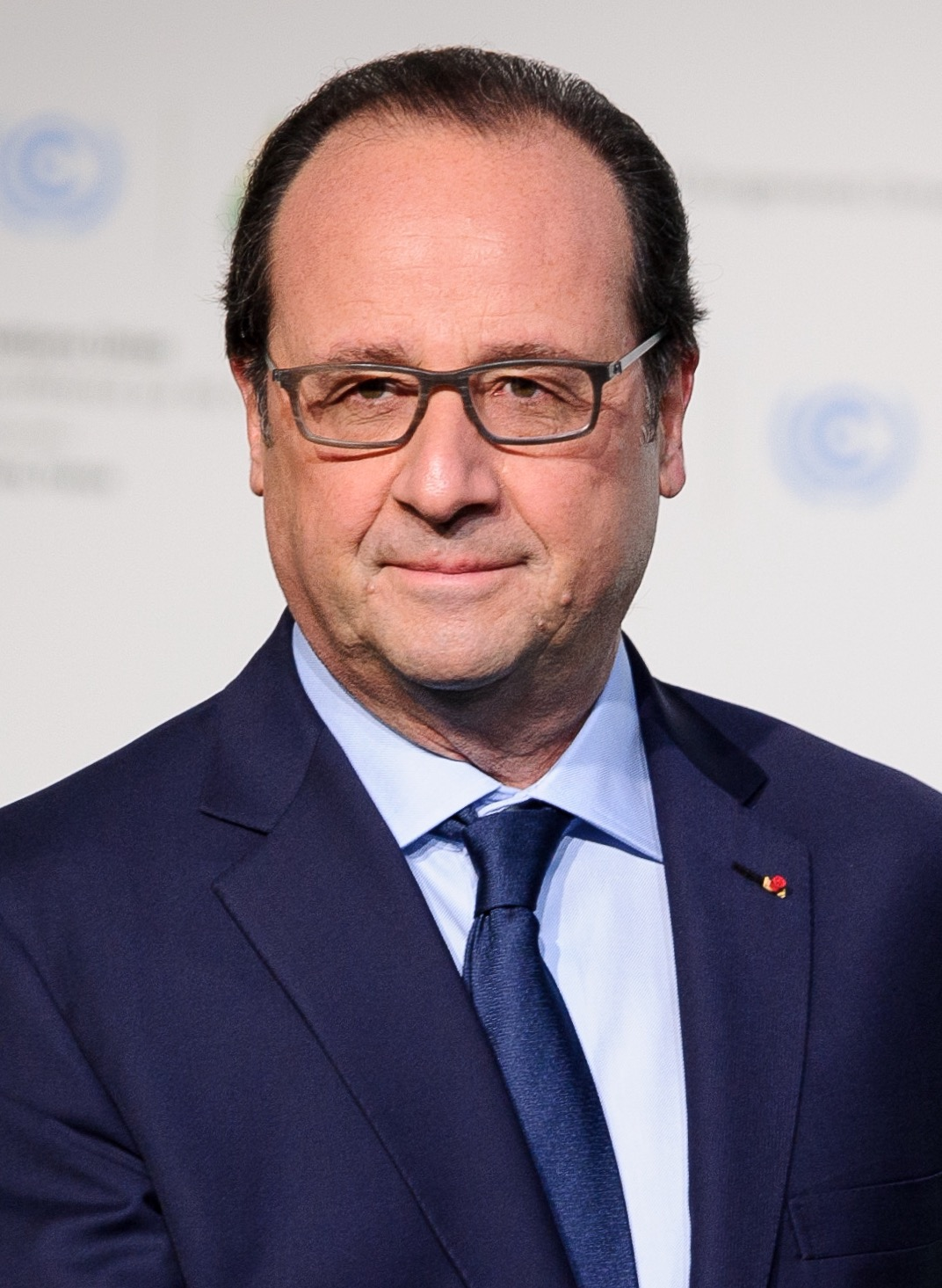
FRA François Hollande
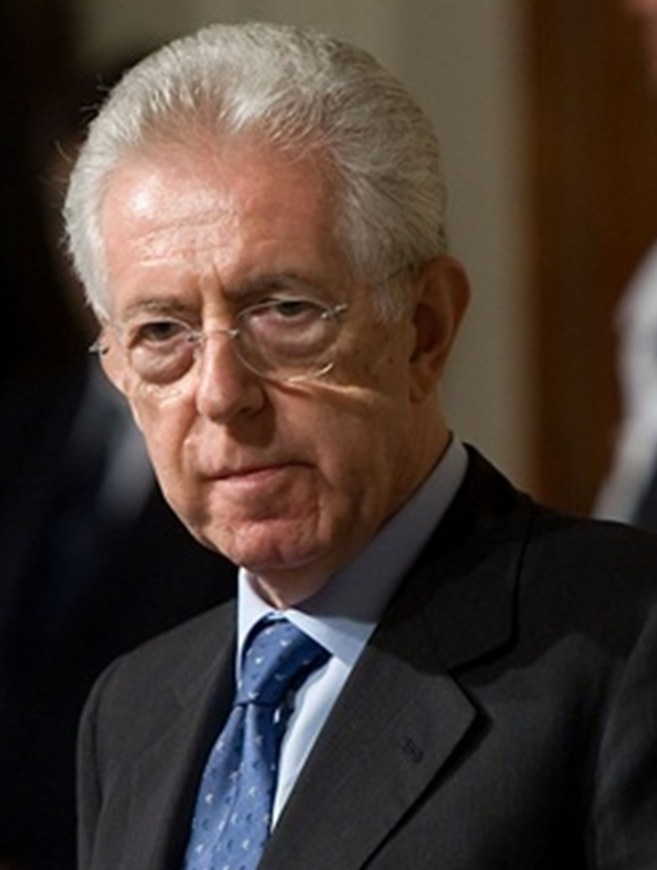
ITA Mario Monti
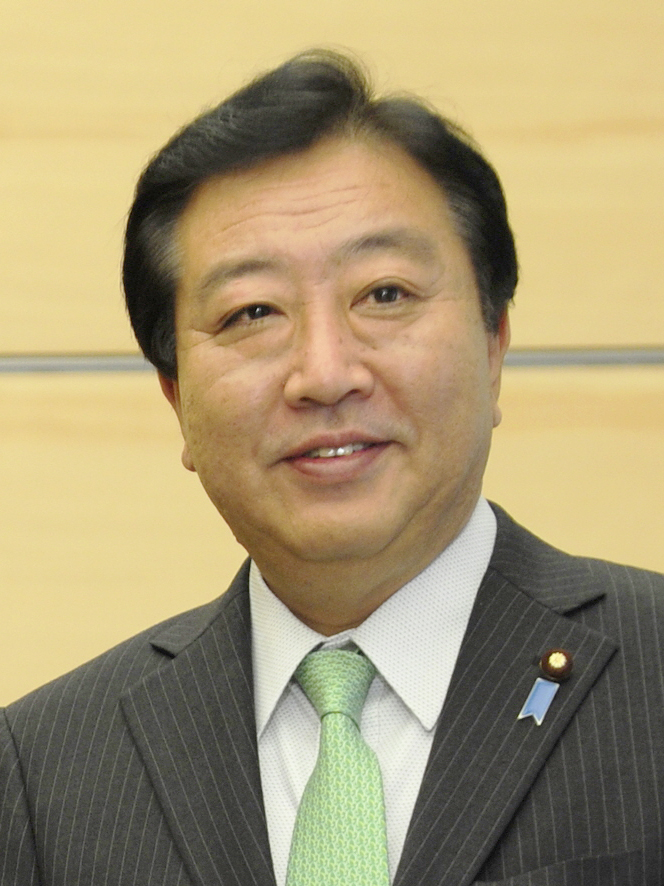
JPN Yoshihiko Noda
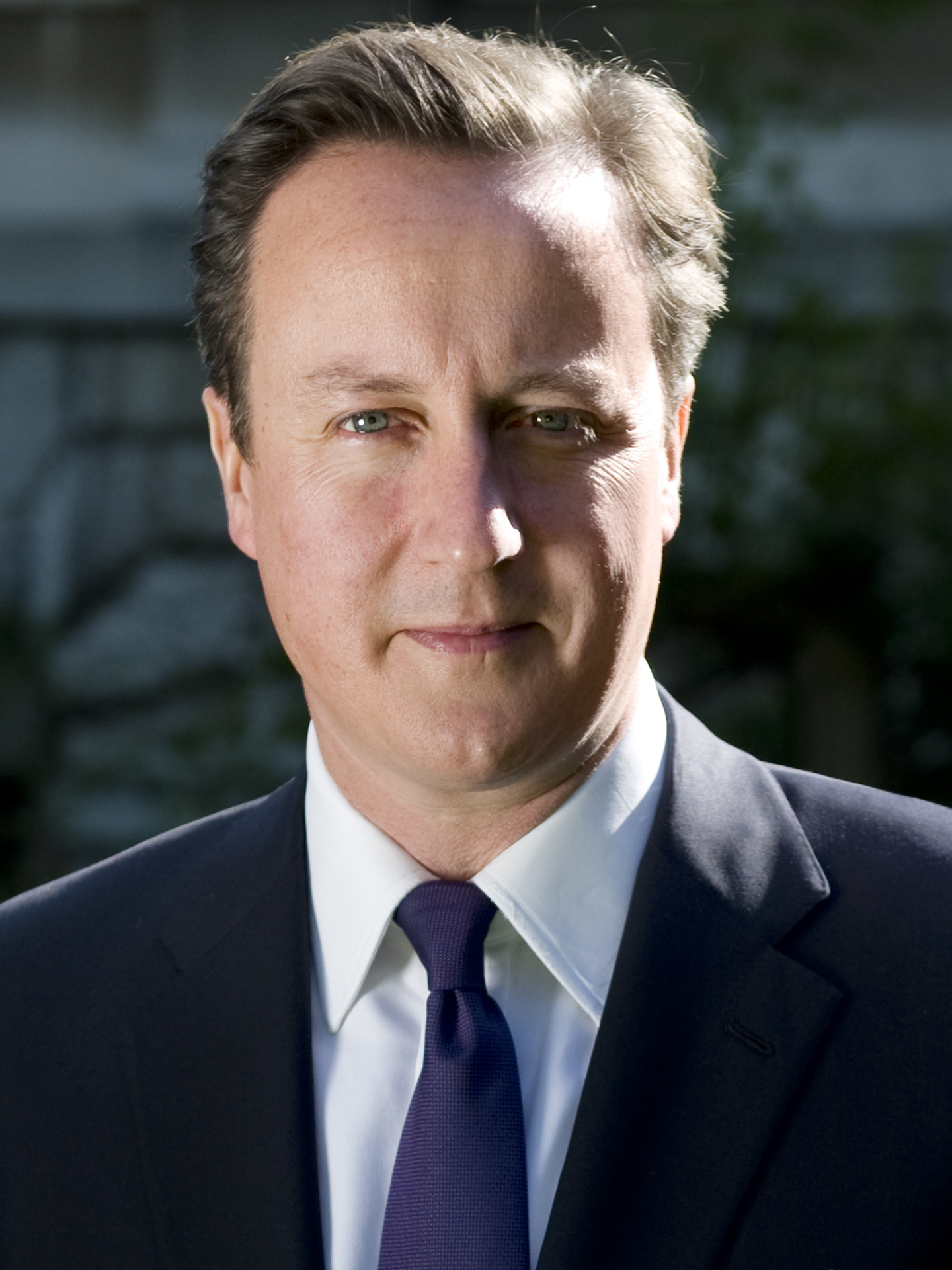
GBR David Cameron
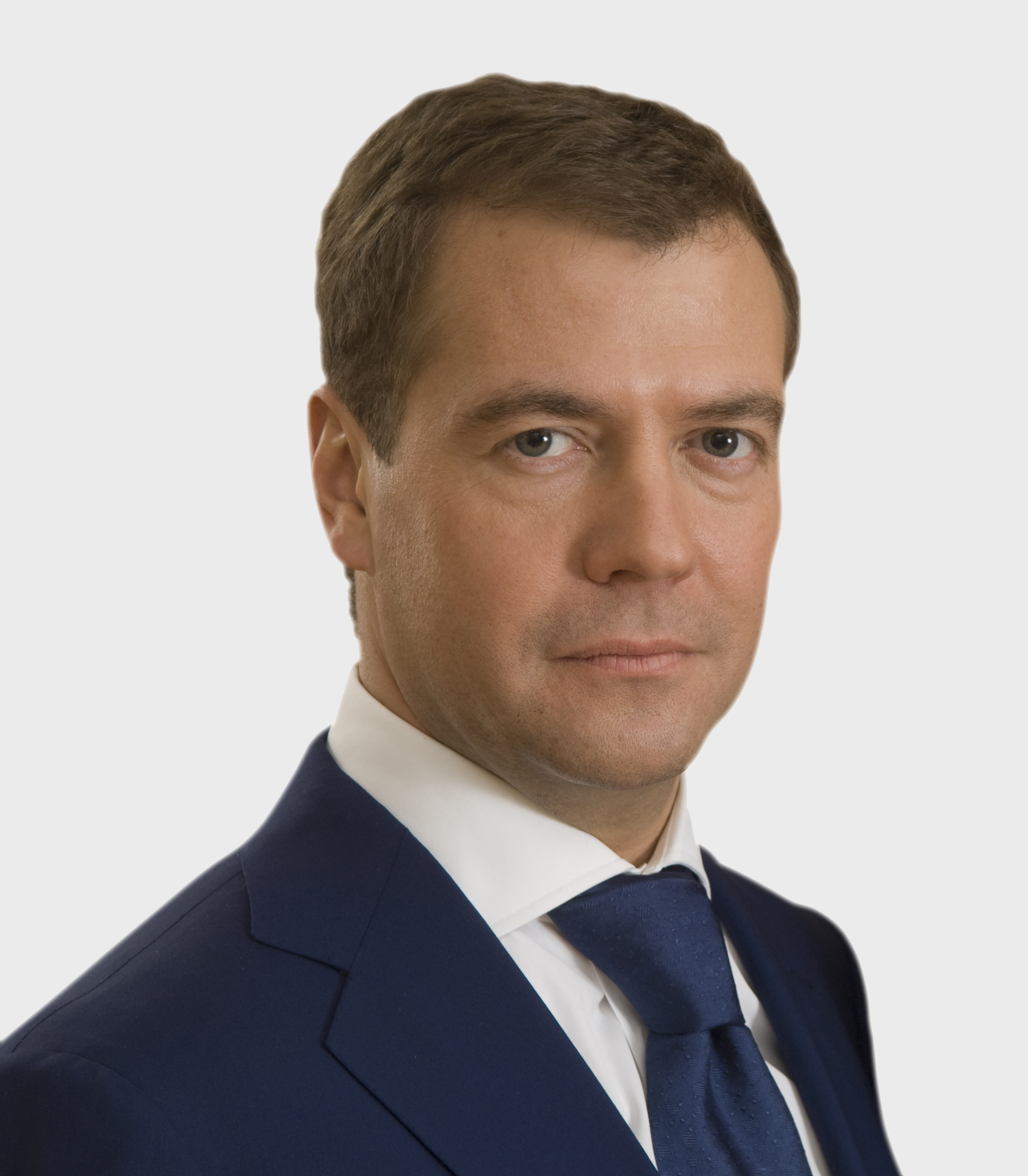
RUS Dmitri Medvédev
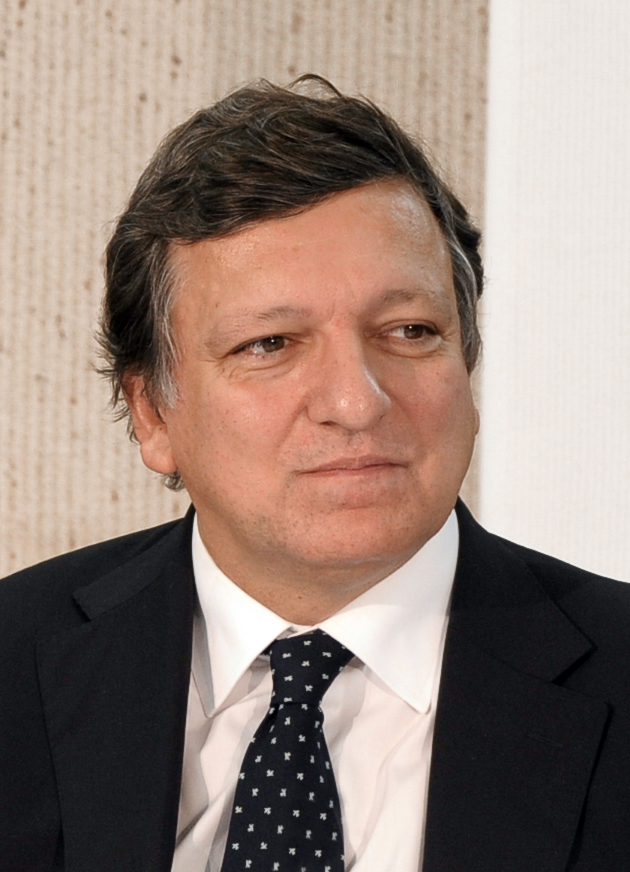
' Presidente de la Comisión Europea José Manuel Durão Barroso
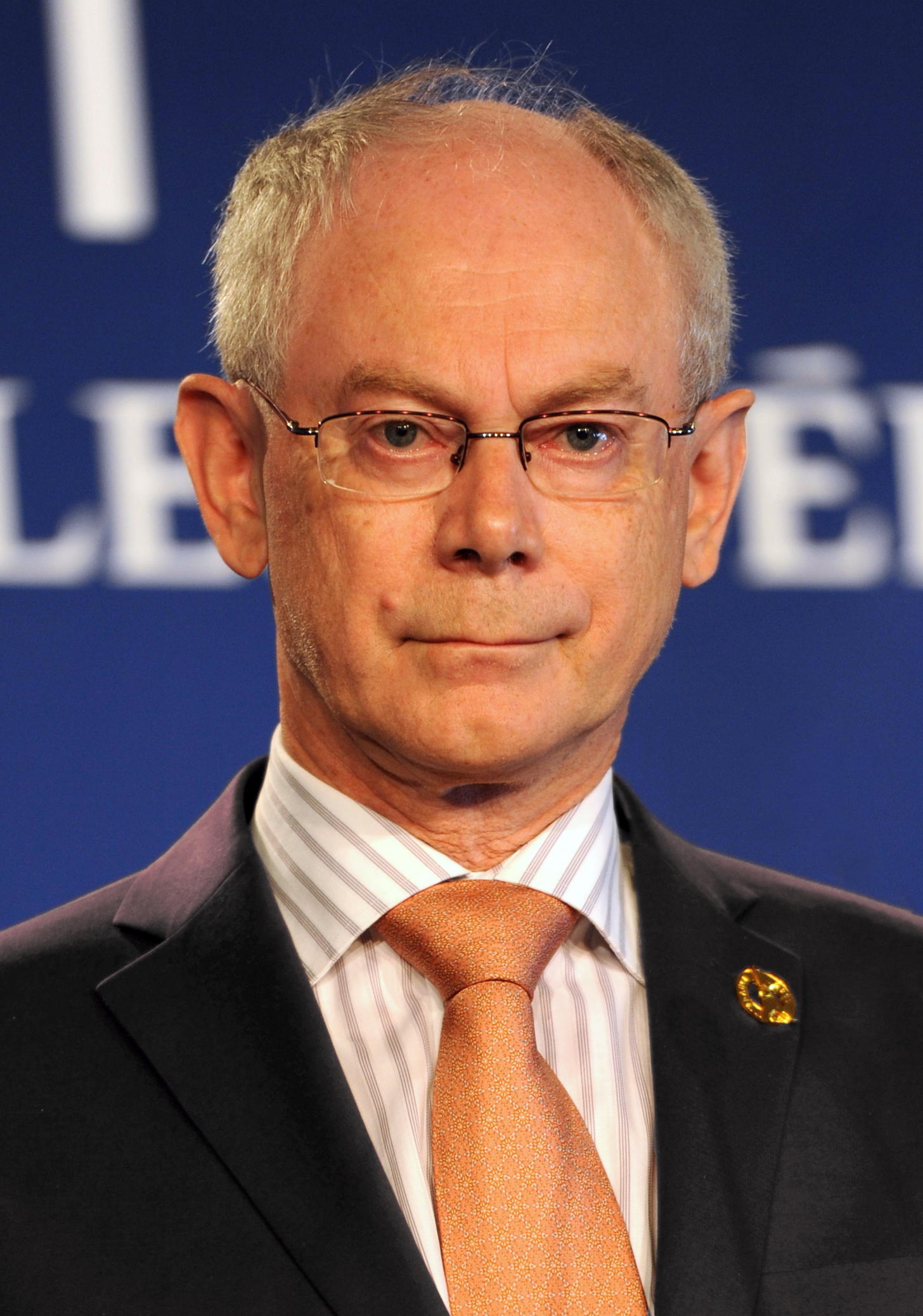
' Presidente del Consejo Europeo Herman Van Rompuy

- Alemania
Angela Merkel
- Canadá
Stephen Harper
- Estados Unidos
Barack Obama
(anfitrión)
- Francia
François Hollande
- Italia
Mario Monti
- Japón
Yoshihiko Noda
- Reino Unido
David Cameron
- Rusia
Dmitri Medvédev[2]
- Unión Europea
Presidente de la Comisión Europea
José Manuel Durão Barroso
- Unión Europea
Presidente del Consejo Europeo
Herman Van Rompuy